# Franco Borgo
Franco Borgo (Lugo di Vicenza, 10 ottobre 1932 – Marostica, 9 marzo 2017) è stato un politico italiano, esponente della Democrazia Cristiana e parlamentare europeo.

## Biografia
Nel 1970 diventa consigliere regionale in Veneto, confermando il seggio anche alle elezioni del 1975 e a quelle del 1980.
È stato poi eletto alle elezioni europee del 1984, e poi riconfermato nel 1989, per le liste della DC. È stato vicepresidente e poi presidente della Commissione per l'agricoltura, la pesca e lo sviluppo rurale, membro della Delegazione per le relazioni con i paesi membri dell'ASEAN e dell'Organizzazione interparlamentare dell'ASEAN (AIPO), della Delegazione per le relazioni con i paesi del Magreb. Conclude il mandato nel 1994.